# Stranjevo
Stranjevo (en serbe cyrillique : Страњево) est un village de Serbie situé dans la municipalité de Vlasotince, district de Jablanica. Au recensement de 2011, il comptait 29 habitants.

## Démographie
| 1948 | 1953 | 1961 | 1971 | 1981 | 1991 | 2002 | 2011 |
| ---- | ---- | ---- | ---- | ---- | ---- | ---- | ---- |
| 130  | 136  | 145  | 129  | 107  | 77   | 48   | 29   |

|  |